# Antispinregulering
Antispinregulering (engelsk Traction Control System) er en elektronisk funktion på biler, som forhindrer hjulene i at spinne, når der ikke er nok friktion mellem underlag og dæk, for dermed at forbedre vejgreb og fremkommelighed.
Der findes flere typer antispinregulering, og hensigten er at overføre kraften til det hjul som har det bedste vejgreb, samt reducere på det/de som spinner.
Systemet blev først udviklet til Formel 1-biler, men er pr. 2011 almindelig i de fleste nye biler.
Nogle motorcykler er også begyndt at komme med antispinregulering.

## Andre navne
- ASR (Acceleration Slip Reduction/Anti Slip Reduction/Anti Spin Regulation)
- EDS (Electronic Dynamic System)
- ETS (Electronic Traction System)
- TC (Traction Control)